# Hugo Buyla
Hugo Buyla, né le 8 mars 2005 à Saragosse, est un footballeur international équatoguinéen qui évolue au poste de défenseur central à l'UC Sampdoria, en prêt de l'Atalanta Bergame.

## Biographie

### Carrière en club
Né à Saragosse en Espagne, Hugo Buyla est le frère de l'international équatoguinéen Jannick Buyla, avec qui il est formé par le Real Saragosse, avant de rejoindre en 2021 l'Atalanta Bergame en Serie A.
Le 31 aout 2023, il est prêté au Sampdoria, club dirigé par Andrea Pirlo en Serie B. Il joue son premier match avec l'équipe première du club le 31 octobre 2023 en Coupe d'Italie,,.

### Carrière en sélection
En novembre 2023, Buyla est convoqué pour la première fois avec l'équipe senior de Guinée équatoriale,. Il honore sa première sélection le 9 janvier 2024, entrant en jeu lors d'un match amcial contre Djibouti,.
En janvier 2024, il est sélectionné pour prendre part à la CAN 2023, organisée en Côte d'Ivoire,.